# Urrestilla
Urrestilla es una localidad española del municipio de Azpeitia, perteneciente a la provincia de Guipúzcoa, en la comunidad autónoma del País Vasco.

## Geografía
Es un núcleo rural e industrial en el corazón de Guipúzcoa, a tres kilómetros de Azpeitia y a cuatro del santuario de Loyola, cuna de Ignacio de Loyola, fundador de la Compañía de Jesús.

## Historia
En 1813, con la expulsión de los franceses y la llegada al trono del rey Fernando VII, los vecinos de Urrestilla, amparándose en la vigente Constitución de Cádiz, promovieron la emancipación de Urrestilla. La Diputación de Guipúzcoa resolvió que la nueva constitución brindaba a Urrestilla el derecho a constituirse en ayuntamiento y así, a principio de 1814, Urrestilla se constituyó en municipio independiente. Sin embargo, unos meses más tarde, en mayo, el rey Fernando VII abolió las Cortes de Cádiz, restableció el absolutismo y el ayuntamiento de Urrestilla quedó disuelto y reintegrado en Azpeitia.
Con la restauración del régimen liberal en 1820, Urrestilla vuelve a constituirse en ayuntamiento independiente, quedando bajo su jurisdicción los barrios de Matxinbenta, Aratz-Erreka y Elosiaga. Sin embargo, la caída del régimen liberal en 1823 acabó de nuevo con la breve independencia del municipio.
Se produciría una tercera tentativa de secesión en 1843. Tras unos años de tramitación de expediente, en 1847 se produjo una votación que se saldó a favor de la secesión, aunque en los barrios de Matxinbenta y Aratz-Erreka, ganó claramente la opción de seguir unida a Azpeitia. El 1 de noviembre de 1847 la reina Isabel II de España autorizó la secesión, aunque limitada a Urrestilla y los barrios de Elosiaga y Nuarbe, quedando fuera Aratz-Matxinbenta. Condición sine qua non para llevarse a efecto la secesión era llegar a un acuerdo sobre límites con Azpeitia, pero este acuerdo no llegó a concretarse debido a la dificultad que entrañaba dicho reparto, al no haber existido históricamente un amojonamiento de Urrestilla. El tema fue dilatándose en el tiempo y, al no haber tampoco unanimidad entre los vecinos, cayó en saco roto.
Hacia 1860, el lugar, ya por entonces perteneciente a Azpeitia, tenía contabilizada una población de 1234 habitantes. Aparece descrito en el Diccionario histórico-geográfico-descriptivo de los pueblos, valles, partidos, alcaldías y uniones de Guipúzcoa de Pablo de Gorosábel con las siguientes palabras:

URRESTILLA: poblacion dependiente de la jurisdiccion temporal de la villa de Azpeitia, partido judicial de la misma, arciprestazgo mayor, antiguo obispado de Pamplona. Se halla situada en la confluencia de las regatas denominadas Nuarbe-erreca y Araz-erreca, que reunidas bajan á incorporarse con el rio Urola en Azpeitia: de cuya villa dista como tres cuartos de legua. Su posicion geográfica es á los 1. gr. 27 min. 30 seg. de longitud oriental, 43 gr. 9 min. 40 seg. de latitud septentrional. El cuerpo de la poblacion ocupa terreno llano, rodeado de altos montes; y tiene tres calles empedradas en mal estado y sin aceras, una plaza, casa concejil, alhóndiga, carnicería y una fuente del servicio público. La iglesia parroquial es de la advocacion de Santa María de la Asuncion [...] Esta poblacion pertenece á la jurisdiccion civil de Azpeitia desde la fundacion de esta villa en el año de 1310. Tambien dependió de la parroquia de San Sebastian de Soreasu de la misma hasta la creacion de la que ahora tiene en el siglo diez y seis, segun queda indicado. Consiguientemente aunque Urrestilla siempre ha sido conocida con nombre de poblacion, ó sea, de pueblo reunido, no ha tenido término apartado, ayuntamiento, administracion económica propia, ni autoridad local alguna de eleccion directa de sus vecinos. Asi es que para todo el gobierno municipal ha pertenecido á la villa de Azpeitia; y si es cierto que se ha acostumbrado siempre nombrar á uno de sus vecinos por regidor del ayuntamiento de esta, ha sido mas bien por conveniencia del servicio público. Sin embargo, considerándose Urrestilla con los elementos necesarios de vecindario y demás, para constituir un gobierno municipal propio, ha intentado en tres ocasiones separarse de la villa de Azpeitia, erigiéndose en pueblo de por sí con jurisdiccion civil y criminal independiente, como los demás de la provincia. [...] esta poblacion carece de autoridad propia, y aun de alcalde pedaneo. Solamente, siguiendo la costumbre antigua, se nombran concejales de Azpeitia alguno á lgunos vecinos de Urrestilla; quienes se consideran como delegados del alcalde de la misma villa para los casos mas urgentes. En su distrito parroquial hay cinco ferrerías de las que solo tres trabajan; una de ellas de sartenería, otra de toberería, y una fábrica de hierro colado. Tiene tambien en la misma feligresía nueve molinos harineros. Existe en ella una escuela incompleta de niños de ambos sexos, dotada con 1300 reales anuales; y ha creado recientemente una plaza de cirujano-médico con la renta de nueve mil reales, pagables por los habitantes de la demarcacion jurisdiccional hecha en la época constitucional anterior, y otros cuatro mil por la villa de Azpeitia de su caja. Esta poblacion cuenta por hijo suyo á D. Diego de Alcega, obispo que fué de Córdoba, y murió en 17 de marzo de 1562. De la casa solariega de Anchieta de esta poblacion descendía tambien el P. José de Anchieta, de la Compañía de Jesus, nacido en Canarias: sugeto de una vasta instruccion y de grandes virtudes, que murió en el Brasil á 9 de junio de 1597.
(Gorosábel, 1862, pp. 566-570)

En 2023, la entidad singular de población tenía empadronados 689 habitantes y el núcleo de población, 439.

## Patrimonio
Es interesante la Iglesia de la Anunciación, construida en al siglo XVI y rodeada de un amplio pórtico de madera.
Sus fiestas más importantes son las de San Juan, que se celebran en verano. Las fiestas, comienzan con la subida del árbol (más o menos de 20 metros) que se sitúa en el centro de Urrestilla. Este mismo árbol, es el que da fin a las fiestas de San Juan cuando, con una motosierra, se echa el árbol para dar después una vuelta al pueblo con él a hombros.